# Pentaphylacaceae
Pentaphylacaceae este o mică familie de plante cu flori din ordinul Ericales.

## Taxonomie
La data de septembrie 2014, Angiosperm Phylogeny Website include următoarele genuri în această familie: 
- Adinandra Jack
- Anneslea Wallich
- Balthasaria
- Cleyera Thunberg
- Eurya Thunberg
- Euryodendron H.T.Chang
- Freziera
- Killipiodendron
- Paranneslea
- Pentaphylax
- Symplococarpon Airy Shaw
- Ternstroemia L.f.
- Ternstroemiopsis Urban
- Visnea